# Черников, Владимир Валерьевич
Владимир Валерьевич Черников (укр. Володимир Валерійович Черніков, 15 января 1982, Киев, Украинская ССР, СССР) — украинский футболист. Сын футболиста Валерия Черникова.

## Биография
Воспитанник киевского «Динамо». В профессиональном футболе дебютировал в 1998 году в матче за третью команду, которая выступала во второй лиге. Со следующего года стал выступать и за вторую команду, однако в основной команде так и не дебютировал, из-за чего с лета 2002 года стал выступать на правах аренды за клуб высшего дивизиона «Оболонь», где и провёл полтора года. После этого на правах аренды в течение сезона 2004 года выступал за российский «Орёл», а потом по полгода за «Зарю» и «СКА-Энергию».
В начале 2006 года перешел в киевский «Арсенал», однако за полтора сезона так и не закрепился в основном составе, так же как и в перволиговых «Волыни» и «Александрии».
С лета до конца 2008 года играл за второлиговые киевское ЦСКА, после чего завершил футбольную карьеру.